# Hugo Gottfried Opitz
Hugo Gottfried Opitz (* 29. März 1846 in Netzschkau; † 13. Juli 1916 in Treuen) war ein deutscher Jurist und Politiker. Er war einer der führenden konservativen Politiker im Königreich Sachsen.

## Leben und Wirken
Der Sohn von Johann Gottfried Opitz (1813–1878), Lehn- und Gerichtsherr auf Kauschwitz, Syrau und Jößnitz und dessen Ehefrau Christiane Emilie geb. Zeidler (1812–1892) wurde 1846 auf Schloss Netzschkau geboren. Nach Besuch des Gymnasiums in Plauen studierte er ab 1866 an den Universitäten Leipzig, Berlin und Heidelberg Rechtswissenschaften. Sein Studium schloss er im Juli 1870 mit der juristischen Universitätsprüfung und der Note genügend IV ab. Während seines Studiums erwarb er sich juristische Praxis an verschiedenen Gerichten. Von September 1870 bis März 1872 war er in der Expedition des Rechtsanwalts und Landtagsabgeordneten Wilhelm Schaffrath in Dresden tätig. Im April 1872 wechselte er als Akzessist an das Gerichtsamt Dresden und war anschließend von September 1872 bis Februar 1873 im Staatsdienst tätig, aus dem er aufgrund eigenen Ersuchens entlassen wurde. Die Zulassung zur juristischen Staatsprüfung wurde ihm im Mai 1875 infolge unzureichender Probearbeiten durch das Sächsische Justizministerium versagt.
Im April 1876 war er beim Advokaten Leonhardt in Mittweida als Hilfsarbeiter tätig und stieg dann im Mai 1876 in die Expedition des Advokaten und Bürgermeisters Friedrich Eduard Eule in Auerbach ein. Im Oktober 1876 bestand er seine juristische Staatsprüfung und wurde in der Folge als Rechtsanwalt verpflichtet. Im August 1877 verlegte er seinen Wohnsitz von Auerbach nach Treuen, wo er bis zu seinem Tod als Rechtsanwalt tätig war. Er hatte eine Zulassung am Landgericht Plauen inkl. der Kammer für Handelssachen sowie am Amtsgericht Treuen. Im Oktober 1885 wurde er zusätzlich als Notar verpflichtet. Spätestens ab 1903 war er stellvertretendes Mitglied der Disziplinarkammer Plauen des Disziplinargerichts für Notare.
In einer Nachwahl für den verstorbenen Abgeordneten Hermann Grimm wurde Opitz am 18. Oktober 1881 im 22. städtischen Wahlkreis in die II. Kammer des Sächsischen Landtags gewählt. Diesen vertrat er bis zur Landtagswahl 1905, bei der ihm der Wiedereinzug in den Landtag im 25. ländlichen Wahlkreis gelang. Er war einer der führenden Politiker der sächsischen Konservativen, von 1899 bis zu seinem Tod führte er die konservative Fraktion der II. Landtagskammer an. Er war Mitglied im Landtagsausschuss zur Verwaltung der Staatsschulden. Opitz war auch in der Landtagsverwaltung aktiv: von 1899 bis 1909 war 2. Vizepräsident der Landtagskammer, auf den Landtagen 1909/10 und von 1913 bis zu seinem Tod war er 1. Vizepräsident der Kammer.
Opitz gehörte von 1887 bis zu seinem Tod dem Vorstand des Konservativen Landesvereins im Königreich Sachsen an. Er war Mitglied der evangelisch-lutherischen Landessynode, und ab 1912 ordentliches Mitglied und zeitweise Vorsitzender des Verwaltungsrats des Landwirtschaftlichen Kreditvereins. Von 1902 bis zu seinem Tod war er vom Sächsischen Innenministerium ernanntes Mitglied im Landeskulturrat. Er war weiterhin Vorstandsmitglied im Erbländischen Ritterschaftlichen Kreditverein mit Sitz in Leipzig und Syndikus der vogtländischen Kreisstände. Vom sächsischen König wurde er zum Geheimen Hofrat ernannt.
Opitz besaß das Rittergut Treuen oberer Teil, zu dem 80 Hektar Grundbesitz gehörten. Sein Vermögen wurde 1912 mit 1,2 Millionen Reichsmark angegeben. Er war mit Marie geb. Hänsel († 1915) aus Leipzig verheiratet. Der Reichs- und Landtagsabgeordnete Wilhelm Zeidler war ein Cousin von Opitz.
Neben seinem politischen Wirken befasste sich Opitz mit dem Verfassen von philosophischen Schriften.

## Schriften
- Junge Lieder. 1869
- Das Staatsrecht des Königreichs Sachsen. 2 Bände, Leipzig 1884–1887
- Gutachten über den Entwurf eines Bürgerlichen Gesetzbuchs für das Deutsche Reich. Leipzig 1889
- Grundriss einer Seinswissenschaft. 1897
- Auf dem Wege zum Gott: Eine Studie, nebst Anhang: Gibt's eine Philosophie? 1907
- Die Moderne auf dem Kriegspfad gegen Gott. 1909
- Die Philosophie der Zukunft. 1910
- Das neue Wasserrecht im Königreiche Sachsen. 1910
- Das Christentum im Freilichte der philosophischen Kritik. 1911
- Das Ich als Dolmetsch für die Erkenntnis des Nicht-Ich. 1913
- Der Erlösungsgedanke im Lichte der Philosophie und der Religion. 1914
- Ein philosophisches Vermächtnis an das Volk der Denker. 1915